# فولز
فولز (بالإنجليزية:Foals) وتعني المهرات هي فرقة روك بريطانية تم تشكيلها في أكسفورد في عام 2005. تتألف التشكيلة الحالية للفرقة من المغني وعازف الجيتار اليوناني يانيس فيليبياكس وعازف الدرامز وعازف الإيقاع جاك بيفان وعازف الجيتار الإيقاعي جيمي سميث وعازف القيثارة والتر جيرفيرس. 

## إصدار الألبومات
في أوائل عام 2007، أصدرت الفرقة الإصدار المحدود من أغنيتي Hummer و Mathletics مقاس 7 بوصات، وكلاهما من إنتاج Gareth Parton. في صيف عام 2007، بدأت Foals العمل على ألبومها الأول في نيويورك. تم إنتاجه بواسطة Dave Sitek من TV On The Radio. ومع ذلك، قررت الفرقة مزج الألبوم بأنفسهم، مشيرة إلى أن سايتك جعل النسخة الرئيسية الأولى من الألبوم تبدو وكأنها "تم تسجيلها في Grand Canyon". صرح يانيس عدة مرات خلال مقابلات مختلفة أن Foals و Dave Sitek موجودان شروط جيد ، على الرغم من رفض الفرقة لنسخة Sitek.

## التعاون في الإنتاج الموسيقي
تعاونت فرقة فولز مع سولمون في إنتاج ريمكس موسيقى أغنية late night.